# سیرا د فرانسیا
سیرا د فرانسیا (به اسپانیایی: Sierra de Francia) یک منطقهٔ مسکونی در اسپانیا است که در سالامانکا واقع شده‌است. سیرا د فرانسیا ۱٬۷۳۵ متر بالاتر از سطح دریا واقع شده‌است.